# Evacanthus spinosus
Evacanthus spinosus är en insektsart som beskrevs av Kuoh. Evacanthus spinosus ingår i släktet Evacanthus och familjen dvärgstritar. Inga underarter finns listade i Catalogue of Life.